# Азербејџан на Светском првенству у атлетици у дворани 2010.
Азербејџан је учествовао на Светском првенству у атлетици у дворани 2010. одржаном у Дохи од 12. до 14. марта осми пут. Репрезентацију Азербејџана представљала су два такмичара (1 мушкарац и 1 жена), који су се такмичили у трци на 3.000 метара.
Азербејџан није освојио ниједну медаљу али су оба такмичара поставили нове националне рекорде.
У табели успешности према броју и пласману такмичара који су учествовали у финалним такмичењима (првих 8 такмичара) Азербејџан је са 1 учесником у финалу делио 42. место са 3 бода.
| Пл.  | Земља      | 1. место | 2. место | 3. место | 4. место | 5. место | 6. место | 7. место | 8. место | Бр. фин. | Бод. |
| ---- | ---------- | -------- | -------- | -------- | -------- | -------- | -------- | -------- | -------- | -------- | ---- |
| =42. | Азербејџан | 0        | 0        | 0        | 0        | 0        | 1—3      | 0        | 0        | 1        | 3    |

Ово је било прво Светско првенство у дворани на којем је Азербеџан имао представника у финалу.

## Учесници
| Мушкарци: - Хајле Ибрахимов — 3.000 м | Жене: - Лајес Абдулајева — 3.000 м |  |

## Резултати

### Мушкарци
| Атлетичар       | Дисциплина | Лични рекорд | Квалификација | Квалификација | Финале               | Финале  | Детаљи |
| Атлетичар       | Дисциплина | Лични рекорд | Резултат      | Место         | Резултат             | Место   | Детаљи |
| --------------- | ---------- | ------------ | ------------- | ------------- | -------------------- | ------- | ------ |
| Хајле Ибрахимов | 3.000 м    |              | 8:05,43 НР    | 7. у гр. 1    | Није се квалификовао | 14 / 18 |        |

### Жене
| Атлетичарка      | Дисциплина | Лични рекорд | Квалификација | Квалификација | Финале   | Финале | Детаљи |
| Атлетичарка      | Дисциплина | Лични рекорд | Резултат      | Место         | Резултат | Место  | Детаљи |
| ---------------- | ---------- | ------------ | ------------- | ------------- | -------- | ------ | ------ |
| Лајес Абдулајева | 3.000 м    |              | 8:49,65 НР    | 3. у гр. 2 КВ | 8:57,59  | 6 / 22 |        |